# (452) Hamiltonia
(452) Hamiltonia ist ein Asteroid des Hauptgürtels, der am 6. Dezember 1899 von dem US-amerikanischen Astronomen James Edward Keeler am Lick-Observatorium entdeckt wurde.
Der Asteroid wurde nach dem Standort des Lick-Observatoriums, dem Mount Hamilton in Kalifornien, benannt.